# Magarčić
Magarčić je otočić blizu Rta Dumboka, Dugi otok. Najbliža mjesta su Dragove i Božava.
Otočić se nalazi blizu rta Dumboka na istočnoj obali Dugog otoka. Najbliže naselje na Dugom otoku je Božava od koje je udaljen oko 2 km. Površina otoka iznosi 0,055 km². Dužina obalske linije je 0,88 km. Najviši vrh na otoku je visok 29 metara.
Nalazi se u vodama Zverinačkoga kanala sjeverno od rta Dumboka.
Na talijanskom se zove: Asinello, Magachi ili Magasick.